# Carlo Cardazzo
 (décembre 2017).
Si vous disposez d'ouvrages ou d'articles de référence ou si vous connaissez des sites web de qualité traitant du thème abordé ici, merci de compléter l'article en donnant les références utiles à sa vérifiabilité et en les liant à la section « Notes et références ».
Carlo Cardazzo, né le 16 octobre 1908 à Venise, et mort le 16 novembre 1963 à Pavie, est un éditeur italien, collectionneur et marchand d'art.

## Biographie
Né d'une famille d'entrepreneurs vénitiens, à l'âge de dix-huit ans, il a commencé une activité de collectionneur en achetant des œuvres d'artistes de l'avant-garde italienne financée par son père Vincenzo Cardazzo. Tout au long des années 1930 et 1940, il enrichit sa collection avec des peintures de De Chirico, Morandi, Sironi et des sculptures de Marini et Martini. Parallèlement, il commence à développer des relations avec le monde de la musique, de la photographie et du cinéma.
En 1935, il fonde Edizioni del Cavallino à Venise, en créant des colliers de poésie. C'était en 1938 l'une des premières éditions des poèmes de Leonardo Sinisgalli, illustrée par les dessins de Domenico Cantatore (en). Dans les années suivantes, il publie les premières éditions italiennes de Guillaume Apollinaire, Paul Eluard, Alfred Jarry, Paul Valéry, l'introduction du premier manifeste du surréalisme d'André Breton, la réédition des Posters du Futurisme.
Toujours à Venise, il ouvre en 1942 la Galleria del Cavallino (it), qui accueille dans ses salles les œuvres des grands artistes de l'art moderne, organisant souvent leurs premières expositions personnelles ou leurs premières expositions en Italie.
En 1946, il s'installe à Milan et fonde la Galleria del Naviglio (it), au 45 Via Manzoni. Il est devenu un ami de Peggy Guggenheim, qui a commencé à lui acheter des œuvres d'artistes destinés à devenir célèbre.
En 1955, à Rome, avec Vittorio del Gaizo, il ouvre la Galerie Selecta en 1955, qui durera jusqu'en 1960.
Son principal collaborateur était son frère et associé Renato Cardazzo (it), qui le rejoignit dès le début de son aventure et après sa mort poursuivit son travail jusqu'en 2001, dirigeant la galerie Naviglio et fondant la galerie Navigliovenezia à Venise.
Au cours de ces années, il a publié des monographies dédiées, entre autres, à Carlo Carrà, Ferruccio Bortoluzzi, Franco Gentilini, Giuseppe Capogrossi, Lucio Fontana et les lithographies originales de Campigli, Carrà, Gentilini et Scanavino.
Il a organisé des expositions qui sont devenues historiques, y compris la première exposition spatialiste de lumière noire dans le monde, conçue par Lucio Fontana et mis en scène à la Galleria del Naviglio; outre des centaines d'autres, pas moins important, en Italie et à l'étranger en collaboration avec les plus grandes galeries d'art du monde à Helsinki, New York, Amsterdam, Sydney, Zurich, San Francisco, Paris et Tokyo.
La Collection Peggy Guggenheim de Venise a rendu hommage à Cardazzo et à sa personnalité éclectique en tant que mécène, collectionneur, éditeur et galeriste, en organisant l'exposition "Carlo Cardazzo. Une nouvelle vision de l'art" du 1er novembre 2008 au 1er mars 2009, sous la direction de Luca Massimo Barbero.
L'écrivaine Milena Milani était la compagne de sa vie.

## Fonds de la bibliothèque de Cardazzo
La bibliothèque personnelle de Cardazzo est conservée à la Library of Humanistic Area (BAUM) de l'Université Ca'Foscari Venise et est disponible sur demande. Il s'agit d'une collection de 1580 volumes et d'une centaine de magazines, qui reflète l'intérêt du collectionneur pour la production contemporaine de publications littéraires et artistiques.